# Filozofsko-teološka visoka škola Benedikt XVI.
Filozofsko-teološka visoka škola Benedikt XVI. (njem. Philosophisch-Theologische Hochschule Benedikt XVI., često kolokvijalno i Hochschule Heiligenkreuz) privatno je rimokatoličko papinsko veleučilište sa sjedištem u Heiligenkreuzu u Donjoj Austriji. Tu su školu 1802. godine kao sjemenište utemeljili cisterciti opatije Heiligenkreuz i ona je sve do 1975. uglavnom djelovala kao interna škola za tamošnje redovnike. Od 1975. do danas veleučilište u Heiligenkreuzu bilježi stalni porast broja studenata, od kojih su većina biskupijski i redovnički sjemeništarci: to je jedino veleučilište na svijetu kojim upravljaju cisterciti i jedina aktivna teološka škola nekog crkvenog reda u Austriji, te ujedno najveća obrazovna ustanova za svećenike i redovnike na njemačkom govornom području.
Filozofsko-teološka škola u Heiligenkreuzu je 1976. godine stekla status visoke škole, a papa Benedikt XVI. ju je potkraj siječnja 2007. proglasio papinskim veleučilištem. Veleučilište se financira donacijama, a svi profesori poučavaju bez plaće.

## Povijest
Poučavanje i studiranje teologije u opatiji Heiligenkreuz ima dugu tradiciju, čiji su početci zamjetni još od srednjega vijeka. Od 1802. godine pod upravom opatije djeluje teološki institut (lat. Institutum Theologicum), odnosno sjemenište za izobrazbu budućih svećenika, čije diplome diljem svijeta priznaju sve crkvene i državne institucije. Sjemenište je prvenstveno bilo osnovano za potrebe četiriju donjoaustrijskih cistercitskih opatija: opatije Zwettl, opatije Neukloster, opatije Lilienfeld i opatije Heiligenkreuz.
Jednako kao i u sličnim teološkim internim školama opatija Klosterneuburg, Melk, Lilienfeld, Göttweig i Sankt Florian, tako u 19. stoljeću ni u opatiji Heiligenkreuz nije bilo više od dvadeset studenata. Profesori i predavači bili su isključivo cisterciti. S razvojem i napretkom teologije na njemačkom govornom području sredinom 19. stoljeća polako se mijenjao i profil profesora u Heiligenkreuzu: tako predavači i profesori više nisu morali poučavati samo iz službeno odobrenih udžbenika, nego im je s vremenom data veća znanstvena neovisnost te mogućnost istraživanja i proučavanja povijesti redovništva, Biblije i ascetike.
Profesori teološke škole u Heiligenkreuzu svoje su diplome stekli na sveučilištima u Beču, Tübingenu i Rimu, a mnogi su potom predavali i izvan samostanskoga teološkog instituta. Sve do sredine 20. stoljeća profesori i predavači u Heiligenkreuzu svoja su poučavanja temeljili na obrazovnoj tradiciji prethodnoga stoljeća, osobito skolastici, medijevistici i novome pristupu proučavanju i tumačenju Biblije.
Broj polaznika Teološke škole u Heiligenkreuzu osobito se povećao u godinama poslije Drugoga vatikanskog sabora kad se s njezinim djelovanjem upoznao i tadašnji biskup Regensburga Rudolf Graber. Biskup Graber je u Heiligenkreuz slao studente – mnoge i u zrelijoj životnoj dobi, tzv. kasno pozvane (njem. Spätberufene) kako bi se tamo pripremili za svećeništvo. Godine 1976. tadašnjoj je Teološkoj školi dodijeljen status visoke škole. Godine 2007. tamošnje je sjemenište "Rudolphinum" predano u nadležnost opatiji Heiligenkreuz i povjerenstvu austrijskih biskupa te preimenovano u Međubiskupijsko sjemenište Leopoldinum.
Dana 28. siječnja 2007., na spomendan sv. Tome Akvinskoga, papa Benedikt XVI. dodijelio je Filozofsko-teološkoj školi u Heiligenkreuzu status papinskoga veleučilišta. Papa Benedikt XVI. je 9. rujna 2007. posjetio opatiju Heiligenkreuz i po njemu nazvano papinsko veleučilište, koje je tom prigodom osobito pohvalio kao "profilirano mjesto za studiranje koje dubinski spaja znanstvenu teologiju i življenu duhovnost".

## Veleučilište
Djelovanje Papinske filozofsko-teološke visoke škole (njem. Philosophisch-Theologische Hochschule päpstlichen Rechtes) u Heiligenkreuzu usmjereno je ponajprije školovanju budućih svećenika Katoličke Crkve. Studij katoličke teologije diljem svijeta priznaju sve crkvene i državne institucije, a studijski su programi namijenjeni i bogoslovima obližnjega Međubiskupijskog sjemeništa Leopoldinum.
U zimskom su semestru 2020./2021. na Veleučilištu studirala 323 studenta: 177 redovnika i bogoslova, 36 cistercita i 146 laika, od kojih 58 žena.
Veleučilište aktivno podržava i pomaže izvannastavno religijsko obrazovanje odraslih, a od 2000. godine surađuje i s Institutom sv. Justina iz Mariazella u izobrazbi vjeroučitelja.

### Studijski programi
- Redovni opći studij (tzv. Studium Generale)
- Desetsemestralni diplomski studij katoličke teologije: stručni teološki studij s diplomom magistra teologije
- Dvanaestsemestralni studij tzv. trećega obrazovnog puta (njem. Zwölfsemestriges Studium im Dritten Bildungsweg) za studente bez položene mature
- Lizencijat "Duhovnost i evangelizacija"
- Lizencijat "Pastoralno i crkveno medijsko djelovanje"
- Dopunsko obrazovanje: "Teologija tijela"
- Dopunsko obrazovanje: "Tijelo – Povezanost – Identitet. Seksualna pedagogija osjetljivoga razvojnog doba" (njem. Leib – Bindung – Identität. Entwicklungssensible Sexualpädagogik)[10]

Veleučilište Heiligenkreuz nema pravo promocije, odnosno dodjele doktorskih zvanja ni habilitacija.

### Ustroj
Veleučilište Heiligenkreuz organizacijski je sastavljeno od sljedećih instituta:
- Institut za filozofiju
- Institut za biblijsku egzegezu
- Institut za crkvenu povijest i crkveno pravo
- Institut za pastoralnu teologiju, homiletiku, religioznu pedagogiju i katehetiku
- Institut za moralnu teologiju
- Institut za etiku i društvene znanosti
- Institut za liturgiku i crkvenu glazbu
- Institut za ascetiku i religiologiju
- Institut za dogmatiku i fundamentalnu teologiju

U sklopu Veleučilišta Heiligenkreuz djeluju i Europski institut za cistercitska istraživanja (njem.  Europainstitut für Cistercienserforschung, aktualni pročelnik: Moses Hamm OCist) te Europski institut za filozofiju i religiju (njem. Europäisches Institut für Philosophie und Religion, aktualna pročelnica: Hanna-Barbara Gerl-Falkovitz).

### Uprava veleučilišta i predavači
Veliki kancelar (njem. Großkanzler; lat. Magnus Cancellarius) Filozofsko-teološke visoke škole Benedikt XVI. je Maximilian Heim, aktualni vrhovni opat opatije Heiligenkreuz, koji tu dužnost obnaša od ustoličenja 10. veljače 2011. godine. Rektor, prorektor i mnogi predavači također su cisterciti opatije Heiligenkreuz, a kao profesori pojedinih kolegija angažirani su i mnogi redovnici-svećenici i redovnice iz drugih crkvenih redova, biskupijski svećenici i laici.
Pater Karl Wallner vodio je Visoku školu od 1999. do 2019., isprva kao dekan, a potom kao rektor: njega je na mjestu rektora naslijedio pater Wolfgang Buchmüller, koji je tu dužnost obnašao od 2019. do 2022. godine. Buchmülleru mandat nije produljen, a za njegova je nasljednika imenovan Wolfgang Klausnitzer, njemački teolog i prvi ne-cistercit kojemu je povjereno upravljanje Visokom školom. Generalni tajnik (njem. Generalsekretär) Visoke škole je Johannes Paul Chavanne, cistercit i aktualni prior opatije Heiligenkreuz.

## Leopoldinum
Međubiskupijsko sjemenište Leopoldinum (njem. Überdiözesanes Priesterseminar Leopoldinum, bivši Collegium Rudolphinum) nalazi se u neposrednoj blizini cistercitskoga samostana Heiligenkreuz i otvoreno je za sve koji se školuju za buduće svećenike, osobito za one koji studiju teologije pristupaju bez prethodno položene mature.

## Vanjske poveznice

### Sestrinski projekti
| Portal:Kršćanstvo | Portal: Kršćanstvo |

|  | Zajednički poslužitelj ima još gradiva o temi Filozofsko-teološka visoka škola Benedikt XVI. |

### Mrežna mjesta
- Filozofsko-teološka visoka škola Benedikt XVI. (službene stranice) (njem.) (engl.)
- Die Tagespost.de − Stephan Baier: "Hochschule Heiligenkreuz: Lern- und Lebensort mit Profil" (njem.)